# Comunitat de comunes Loire-Divatte
La Comunitat de comunes Loire-Divatte (en bretó Kumuniezh-kumunioù Liger-Diwazh) és una estructura intercomunal francesa, situada al departament del Loira Atlàntic a la regió País del Loira però a la Bretanya històrica. Té una extensió de 147,91 kilòmetres quadrats i una població de 24.367 habitants (2010).

## Composició
Agrupa 6 comunes :
1. Barbechat
2. Campbon
3. Le Landreau
4. Le Loroux-Bottereau
5. La Remaudière
6. Saint-Julien-de-Concelles